# Stazione di Aversa
La stazione di Aversa si trova al centro della città normanna, precisamente in piazza Mazzini. È una delle stazione più importanti della Campania, essendo situata al punto di diramazione della direttissima Roma-Napoli e della Napoli-Foggia. La stazione fu attivata nel 1928 in sostituzione dell'impianto originario, inaugurato nel 1867 e posto poche centinaia di metri più ad ovest.

## Storia

### La linea Napoli-Foggia e l'ideazione
Poiché nel 1862 si inizia a progettare i collegamenti di Aversa sull'asse Napoli-Foggia, l'iniziativa dell'amministrazione comunale di Aversa dà facoltà, nel 1863, al sindaco Gaetano Parente di inoltrare istanza al Governo del Re e al Parlamento per la costruzione di una strada ferrata che transitasse per Aversa e avesse fermata nel medesimo comune.La strada ferrata di cui si chiedeva un braccio era la Napoli-Foggia e cioè la più breve tratta per chi dal mare e dalla Puglia volesse passare dalla gran linea adriatica all'altra linea del Tirreno. La linea sostenuta dal Rapporto Icagnoli, la Napoli-Caserta-Benevento-Foggia, non prevedeva il transito per Aversa. La condizione di Aversa non era di quelle più agevoli, trattandosi di ottenere un tracciato nuovo e alternativo a quello, già costruito, per Caserta. Nel 1864 viene costituito un consorzio fra i comuni, capeggiato dal sindaco di Aversa. Il 14 maggio 1865 il Parlamento approva il progetto governativo con una legge, il Consiglio Comunale di Aversa adotta una deliberazione con la quale, in segno di riconoscenza e di gratitudine, conferisce la cittadinanza onoraria al ministro dei Lavori Pubblici, On. Stefano Jacini. Una volta ottenuto il transito si pone il problema dell'allocazione della stazione rispetto alla città. I lavori avranno inizio nel settembre del 1867 e la linea andrà in esercizio nel maggio 1867.
Tuttavia dopo la presa di Roma si presentò l'esigenza di una più celere comunicazione fra Roma e Napoli, di tale idea si fece portatore autorevole il Ministro Baccarini, che col suo programma di sviluppo del trasporto ferroviario volle che si includesse una linea Roma-Napoli con tracciato diverso e nuovo rispetto a quello esistente per Velletri-Ceprano-Napoli. Con la legge 27 aprile 1885 n. 3048 sono approvate le Convenzioni Ferroviarie, le quali prevedono una Ferrovia direttissima Roma-Aversa di 200 km tutti di I livello. Ma il Governo invece di ordinare la costruzione della Direttissima Roma-Napoli passante per Aversa, già autorizzata, presente e approva la rettifica del tronco Roma-Segni passante per Palestrina.
L'interesse di Aversa è rappresentato e illustrato in Parlamento dagli onorevoli Rosano e De Renzis attraverso una interpellanza svolta dall'onorevole Rosano nella tornata del giugno 1886. La questione fu ripresa in una successiva interpellanza presentata, sempre dagli onorevoli Rosano e De Renzis e fu svolta anche questa volta dall'onorevole Rosano, nella tornata del 5 luglio 1887.

### La stazione degli anni 1920
La questione del tracciato subì rallentamenti e solo il 25 gennaio 1905 il Regio Ispettorato delle Strade Ferrate, per incarico del Governo, completò lo studio di un progetto di massima della famosa Direttissima che prevedeva l'utilizzazione del tratto di linea esistente Aversa-Napoli lunga 19 km. L'onorevole Carlo Schanzer il 21 febbraio 1908 dichiarava che pur essendosi vivamente interessato della questione non avendo ottenuto la modifica auspicata del tracciato aveva, però, ottenuto dall'onorevole Pietro Bertolini, ministro dei Lavori Pubblici, l'impegno a riguardare la particolare situazione di Aversa rispetto alla linea Direttissima e l'opportunità dell'allacciamento tra la stazione e quella che avrà l'abitato di Vico di Pantano sul tracciato della Direttissima.
La prima guerra mondiale impedì l'esecuzione del raccordo della cui utilità gli ambienti tecnici e politici manifestarono a più riprese il favore. Sulla questione interviene il Consiglio Comunale che nella tornata del 29 agosto 1923 dichiara che nessuna azione venga a turbare lo studio del raccordo Vico di Pantano-Aversa promesso, reclamato da più di 200 000 abitanti. La forte mobilitazione è determinata dalla preoccupazione di contenere e contrastare le proteste e le agitazioni degli altri comuni a nord di Napoli anch'essi interessati al raccordo tra la Direttissima e la Napoli-Caserta. Gli allacciamenti sono l'uno da Villa Literno ad Aversa lungo 13,5 km sul quale vengono instradati i treni merci da e per il sud evitando il tronco Pozzuoli-Napoli e l'altro, Frignano-Gricignano, lungo circa 4,5 km, dal quale i treni possono transitare da e per la linea Caserta-Benevento evitando il nodo di Aversa.
La costruzione di questi allacciamenti, decisa nel 1924, è conclusa nel 1928. Gli allacciamenti sono attivati il 20 luglio 1928. Questi tratti di raccordo comportano l'arretramento e l'ampliamento del piano del ferro verso est, con l'occupazione di cospicue estensioni di terreno adeguate al nuovo ruolo che il polo Ferroviario di Aversa veniva ad assumere. Il nuovo Fabbricato per Viaggiatori, per la Direzione e gli uffici presenta quel mix tra edificazione in muratura e in ferro e si presenta come pregevole, decorosa testimonianza di architettura istituzionale nell'ambito del gusto artistico, di tendenza, prevalente in quell'epoca.
Ma la trasformazione radicale del ruolo del polo aversano fu di notevole impatto sul territorio perché comportò annessioni di consistenti tratti dell'armatura stradale preesistente modificando stratificazioni plurisecolari. Oltre alle modificazioni in quota, l'intervento comportò una notevole trasformazione del paesaggio per via dei tracciati in rilevato con due ponti molto ravvicinati sopra la strada statale 7bis, fuori dall'abitato di Teverola, e un ponte carrabile che attraversa l'antico tracciato della strada per Cesa, in località San Michele.

### Dal secondo dopoguerra ad oggi
Durante la seconda guerra mondiale la linea ferroviaria fu danneggiata in questa zona. Col dopoguerra e col ripristino della linea, la stazione ritornó alle condizioni preesistenti. Negli anni 1960 vennero costruiti dei magazzini refrigeranti vicino allo scalo merci e raccordati alla ferrovia al fine di poter depositare alimenti deperibili, mentre negli anni 2000, col calo del traffico merci, l'area originariamente occupata dallo scalo merci divenne un parcheggio, mentre i binari vennero ridotti a 7, e nel 2018 venne inaugurato un ingresso secondario su via Atellana.

## Strutture e impianti
La stazione dispone di 7 binari dotati di marciapiede collegati fra loro da un sottopassaggio per il servizio viaggiatori più uno di transito e sosta. Originariamente la stazione era dotata di 10 binari passanti, oltre a diversi tronchini in direzione Napoli per lo scalo merci, muniti di piano caricatore ed un ampio fabbricato merci. All'esterno della stazione è presente un parcheggio.
In via Atellana, di spalle alla stazione, si trova il sottopassaggio che di fatto sarebbe l'ingresso secondario della stazione ferroviaria di Aversa inaugurato nel 2018.

## Movimento
Effettuano fermata in questa stazione quasi tutti i treni regionali di Trenitalia percorrenti la linea, oltre che quasi tutti gli InterCity, InterCity Notte, una coppia di Italo della relazione Napoli-Venezia e viceversa, e una coppia di treni regionali EAV sulla relazione Napoli-Piedimonte Matese (gli altri percorrono la linea Napoli-Caserta via Cancello).
Nel 2007, la stazione aveva un traffico giornaliero medio di 3 547 passeggeri.

## Servizi
Le banchine a servizio dei binari sono collegate tra loro tramite un sottopassaggio pedonale e sono accessibili ai portatori di disabilità grazie a degli ascensori. Inoltre, la stazione, che RFI classifica nella categoria gold, dispone di:
- Sala d'attesa
- Biglietteria a sportello
- Biglietteria automatica
- Servizi igienici
- Posto di Polizia ferroviaria
- Bar

## Interscambi
La stazione permette i seguenti interscambi:
- Fermata metropolitana (Aversa Centro, linea Napoli-Giugliano-Aversa)
- Fermata autobus[5]
- Stazione taxi